# لوكاس دي أوليفيرا كونا
لوكاس دي أوليفيرا كونا (بالبرتغالية: Lucas Oliveria De Cunha‏) هو لاعب كرة قدم برازيلي في مركز الوسط، ولد في 30 يوليو 1997 في برازيليا في البرازيل. لعب مع نادي موجي ميريم.

## وصلات خارجية
- لوكاس دي أوليفيرا كونا على موقع قاعدة بيانات كرة القدم.إي يو (الإنجليزية)
- لوكاس دي أوليفيرا كونا على موقع Soccerway.com (الإنجليزية)